# Rio Groapele (Sebeş)
O Rio Groapele é um rio da Romênia, afluente do Sebeş, localizado no distrito de Braşov.